# 도쿄부
도쿄부(일본어: 東京府 토오쿄오후[*])는 1868년부터 1943년까지 존재한 일본 제국의 행정 구역이다. 부청 소재지는 도쿄시이다.
1868년(메이지 원년)에 무사시국 에도에 에도부가 설치도어 얼마 후 도쿄부로 개칭되었으나, 1871년(메이지 4년)의 폐번치현에 따라 일단 폐지되고 주변 지역을 포함하는 형태로 다시 도쿄부가 설치되었다.
1880년(메이지 13년)에 이즈 제도와 오가사와라 제도가 편입되고, 1889년(메이지 22년)에 15구로 이루어진 도쿄시가 설치되었다. 1893년(메이지 26년)에는 가나가와현에서 세 다마군이 이전되었다. 1932년(쇼와 7년)에 주변 정촌을 합병하여 도쿄시는 35구가 되었다.
1943년(쇼와 18년)에 도쿄도제가 시행되어 도쿄부와 도쿄시가 통합되어 도쿄도가 되었다.